# Solanum seaforthianum
Espèce
Solanum seaforthianum est une espèce de liane pouvant atteindre 10 m de haut de la famille des Solanaceae originaire du Brésil.
Elle donne des fleurs mauves avec des fruits rouges. Toutes les parties de la plante sont toxiques.
Elle peut être utilisée comme plante ornementale ou considérée dans certains pays tropicaux comme une plante envahissante.

## Galerie

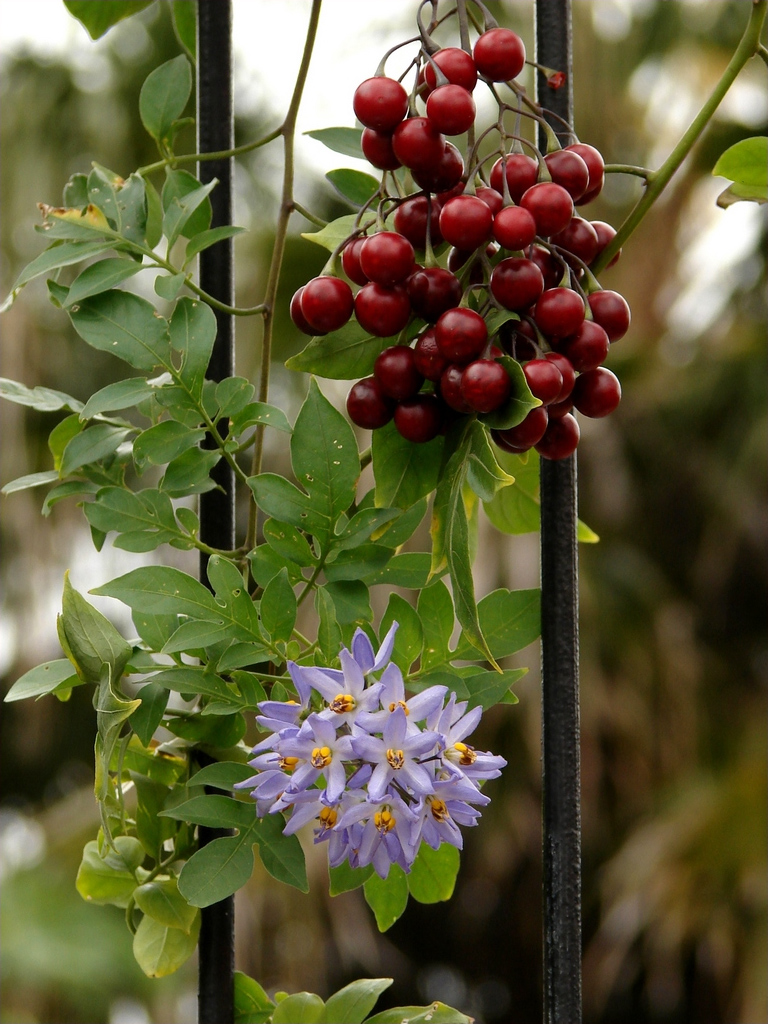
Fleurs et fruits